# Cerco de Mutina
O Cerco de Mutina, em 218 a.C., foi um dos primeiros episódios da Segunda Guerra Púnica. Os embaixadores de Aníbal na Gália Cisalpina haviam conseguido levar os gauleses boios e ínsubres à revolta. Eles rapidamente expulsaram os colonos de Placência, forçando-os a fugir para Mutina, que foi cercada e, por pouco, não foi ocupada.

## Contexto histórico
O expansionismo romano levou seus exércitos a atravessarem pela primeira vez o rio Pó em 224 a.C.. A dura resistência das tribos gaulesas, especialmente dos boios, fez com que os romanos percebessem o quão difícil seria a guerra na região nos anos seguintes. Os comandantes naquele ano foram os dois cônsules, Tito Mânlio Torquato e Quinto Fúlvio Flaco.
Esta nova ofensiva romana foi uma reação natural da invasão gaulesa que levou à Batalha de Telamão (225 a.C.). Logo depois, os romanos atravessaram os Apeninos e atacaram o território dos boios. Nos anos seguintes vieram os cônsules Caio Flamínio Nepos e Públio Fúrio Filo (223 a.C.), que lutaram contra os ínsubres e conseguiram um triunfo "De Galleis", que acabou sendo recusado a Flamínio por questões religiosas e políticas. Em 222 a.C., depois da vitória decisiva na Batalha de Clastídio, os romanos tomaram a capital ínsubre, Mediolano (moderna Milão).
Para consolidar seu próprio domínio na região, Roma fundou as colônias de Placência, no território dos boios, e Cremona, no dos ínsubres. Os gauleses da Itália setentrional se revoltaram novamente quando Aníbal invadiu a Itália depois de atravessar os Alpes.

## Casus belli
Quando chegou a notícia de Aníbal havia conseguido invadir a Itália, os boios, depois de terem instigado também os ínsubres, se revoltaram. Segundo Lívio, o principal motivo foi a fundação, em território gaulês, das duas colônias romanas (Placência e Cremona).
Os gauleses decidiram atacar o território das colônias de forma improvisada, gerando terror e destruição não apenas entre os colonos mas também nos triúnviros romanos que eram responsáveis pela distribuição das terras e pela fundação das colônias. Sem confiar nas defesas de Placência, os romanos preferiram refugiar-se em Mutina (moderna Módena).</ref>.

## Cerco
Uma vez cercada a cidade de Mutina, os gauleses, que não tinham experiência nenhuma em cercos, já "preguiçosa e inertemente acampados sob as muralhas", começaram a tratar da paz. Lívio reconta os líderes gauleses convidaram os embaixadores romanos para um colóquio, mas, depois de prendê-los, violando todas as leis do direito das gentes, se recusaram a libertá-los se não fossem libertados seus próprios reféns.
Quando esta notícia chegou até o pretor Lúcio Mânlio Vulsão, ele ficou furioso e levou seu próprio exército, de forma desordenada, até a vizinhança de Mutina, repleta de florestas. Suas tropas foram emboscadas pelos gauleses, pois, não tendo explorado anteriormente e adequadamente território, os romanos mal conseguiram correr para o campo aberto, sofrendo numerosas baixas.
Já acampados e fortificados, Vulsão recuperou a coragem depois das perdas sofridas (500-1 000 homens). Quando ele retomou a marcha, o exército romano encontrou mais florestas e, mais uma vez, os gauleses atacaram, desta vez pela retaguarda, causando grandes estragos: 700 foram as vítimas romanas e seis insígnias perdidas.
Juntos novamente em uma planície, os romanos se refugiaram na vizinhança da vila de Taneto, perto do rio Pó. Ali, fortificaram novamente seu acampamento e passaram a transportar suas provisões pelo rio graças ao apoio dos gauleses cenomanos e dos habitantes de Bríxia.

## Teatro de operações

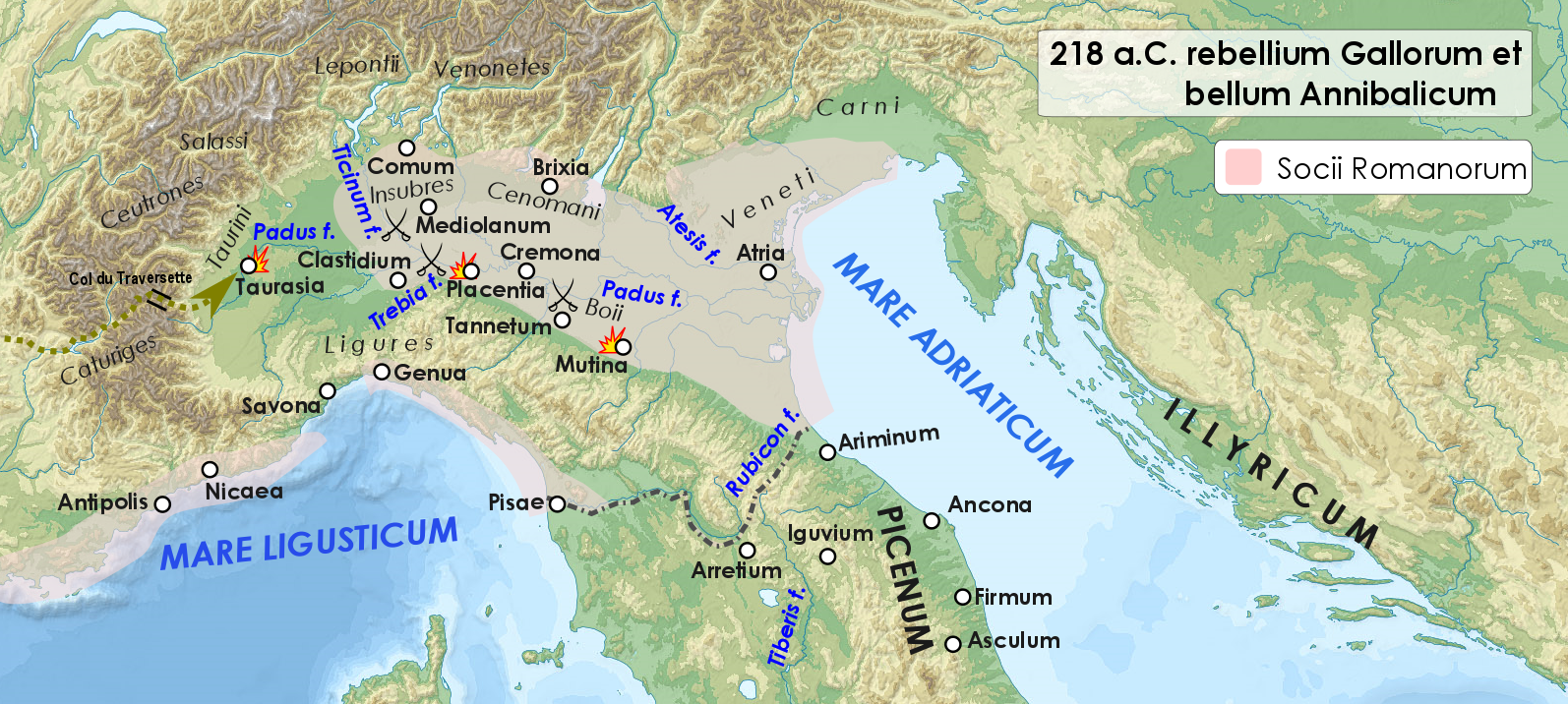
A Gália Cisalpina, teatro das operações no outono de : da revolta dos boios com Cerco de Mutina às vitórias de Aníbal na Batalha de Ticino e na Batalha de Trébia

## Consequências
Assim que a notícia da revolta dos gauleses chegou a Roma, o Senado Romano determinou o envio do pretor Caio Atílio Serrano com uma legião e 5 000 soldados aliados (uma ala), uma força que havia sido recém-alistada pelo cônsul Públio Cornélio Cipião. Atílio Serrano conseguiu chegar até Taneto sem ser atacado, pois os gauleses se retiraram para suas fortalezas para não enfrentar os romanos.